# Ярми, Хамит
Хамит Ярми (тат. Хәмит Ярми; урожд. Хамит Хуснутдинович Ярмухаметов (тат. Хәмит Хөснетдин улы Ярмөхәммәтов); 22 апреля (5 мая) 1904, Казарово, Тюменский уезд, Тобольская губерния, Российская империя — 30 октября 1981, Казань, ТАССР, РСФСР, СССР) — советский фольклорист, литературовед. Доктор филологических наук (1969). Заслуженный деятель науки Татарской АССР (1964). Лауреат Государственной премии Татарской АССР имени Г. Тукая (1989).

## Биография
Родился 5 мая 1904 года в селе Казарово Тюменского уезда Тобольской губернии (ныне входит в Центральный округ города Тюмени Тюменской области). До 1920 года жил в родном селе. Учился в новометодном медресе в селе Ембаево. В 1923—1930 годах работал в газете «Искры пролетариата», выходившей в Тюмени, заведующим клубом, библиотекой в селе Бурбар Ярковского района, учителем в 7-й татарской школе Тюмени, медтехникуме, инструктором в окроно. Окончил Тюменский татарский педагогический техникум, Казанский государственный педагогический институт (1930), аспирантуру при КГУ.
С 1930 года работал ответственным секретарем газеты «Кызыл Татарстан», Татарского книжного издательства, Союза писателей Татарстана. Хамит Ярми хорошо знал и арабскую графику, и латинский алфавит, и кириллицу; одним из первых перевел с русского на татарский труды Владимира Ленина, Карла Маркса.
В 1939—1972 годах работал в Институте языка, литературы и искусства имени Г. Ибрагимова Казанского филиала Академии наук СССР: в 1942—1944 годах — директор Института. В 1944—1947 годах заведующий отделом народного творчества института.
Участвовал более чем в тридцати научно-практических путешествиях, специализируясь на сборе устного народного творчества. Посетил более 300 татарских сел. Имеет более сорока сборников народного творчества. Изучал поэтическое устное творчество татарского народа, в том числе сибирских татар. Главный научный труд — «Татарское народно-поэтическое творчество» (тат. Татар халкының шигъри авыз иҗаты). По этой теме защитил диссертацию доктора филологических наук (1969).
Читал лекции по татарскому фольклору на отделении татарского языка и литературы Казанского государственного университета имени В. И. Ульянова-Ленина. Автор учебников по татарскому народному творчеству.
Скончался 30 октября 1981 года в Казани, похоронен на Ново-татарском кладбище.

## Почётные звания, награды
- 1964 — Заслуженный деятель науки Татарской АССР.
- 1989 — Государственная премия Республики Татарстан имени Габдуллы Тукая — за 12-томный научный сборник «Татарское народное творчество» (в составе творческой группы, посмертно).

## Память
- Именем Хамита Ярми названа одна из улиц города Тюмени[3].
- В Тюменском областном краеведческом музее открыт кабинет-музей Хамита Ярми.
- 2014 — при финансовой поддержке Комитета по делам национальностей правительства Тюменской области издана книга «Хамит Ярми» из серии «Выдающиеся личности».